# Núria Rivas i Mascarós
Núria Rivas Mascarós (Palafrugell, 8 de juliol de 1971 - 6 d'abril de 2014) fou una política i treballadora social catalana.
Diplomada en treball social i mediadora al 1993, va exercir la seva professió a Girona a partir d'aquell mateix any, en l'àmbit judicial, primer en l'equip de famílies del Ministeri de Justícia i tot seguit, el 1997 en el Departament de Justícia de la Generalitat de Catalunya. Entre les seves funcions destaquen les d'assessorament tècnic a les instàncies judicials, tant en l'àmbit de família com de penal d'adults i de menors, així com l'atenció a les víctimes de delictes. En la seva darrera etapa es va dedicar fonamentalment als programes de mediació i reparació de justícia juvenil.
En les eleccions municipals de 2003 es va presentar de número quatre en la llista de L'Entesa i va ser escollida regidora. De 2003 a 2007 va ser la regidora d'Educació. Durant la seva etapa com a regidora va liderar, tutelar i fer el seguiment juntament amb la cap d'àrea del nou Centre Municipal d'Educació, que es va encarregar al 2003 i al 2006 s'inaugurava. També va liderar i impulsar al 2005 el projecte de Ciutat Educadora que es va presentar el 2007 així com el Pla Educatiu d'entorn pel qual va vetllar intensament. Moltes són les coses que va fer a Educació en els anys que hi va ser a banda de les mencionades també va estar als inicis del projecte Escola de família, al primer Pla de Transició al Treball que va tenir el municipi, a la comissió de les direccions dels centres per treballar coordinadament, i també va ser la impulsora per aconseguir que les Llars d'Infants tinguessin unes franges horàries més extenses per tal que les famílies les poguessin escollir de manera flexible i així rendibilitzar l'ús del servei amb la quota.
El 2007 es va presentar de número dos per la llista de L'Entesa, liderada per Lluís Medir. De 2007 a 2009 va estar molt implicada a la regidoria de Benestar Social i Ciutadania on també va estar molt implicada i el 2007-2008 va liderar la redacció del Projecte d'Intervenció Integral del Pla de Barris La Sauleda – Carrer Ample, projecte que va ser adjudicat el dia 8 de juliol de 2008 per la Generalitat de Catalunya. En va ser la regidora fins al maig de 2011.
De 2009 a 2011 va ser la primera tinent d'alcalde i regidora d'urbanisme i Pla de Barris. Un cop acabat l'últim mandat el 2011, Núria Rivas va ser presentada com a cap de llista del grup d'Entesa-Junts per Palafrugell. Va fer de regidora de l'oposició fins al 2013. Tot i que el 2011 li diagnostiquen la malaltia, no va deixar en cap moment les seves responsabilitats polítiques fins al final.
El dia 28 d'agost de 2018 el Ple de l'Ajuntament de Palafrugell va acordar per unanimitat donar el nom de Núria Rivas Mascarós al Centre Municipal d'Educació.
El 18 d'octubre de 2018 en ocasió de la inauguració del curs 2018-2019 al Centre Municipal d'Educació es va retre homenatge a Núria Rivas Mascarós on es va descobrir una placa a les instal·lacions que passaren a dir-se Centre Municipal d'Educació Núria Rivas Mascarós.